# تپه سراب همیانه
تپه سراب همیانه مربوط به دوره اشکانیان است و در شهرستان دورود، بخش سیلاخور، دهستان سیلاخور، ۲۰۰ متری شمال روستای همیانه واقع شده و این اثر در تاریخ ۱۳ آبان ۱۳۸۶ با شمارهٔ ثبت ۱۹۸۰۳ به‌عنوان یکی از آثار ملی ایران به ثبت رسیده است.